# Fraise (costume)
Pour les articles homonymes, voir fraise (homonymie).

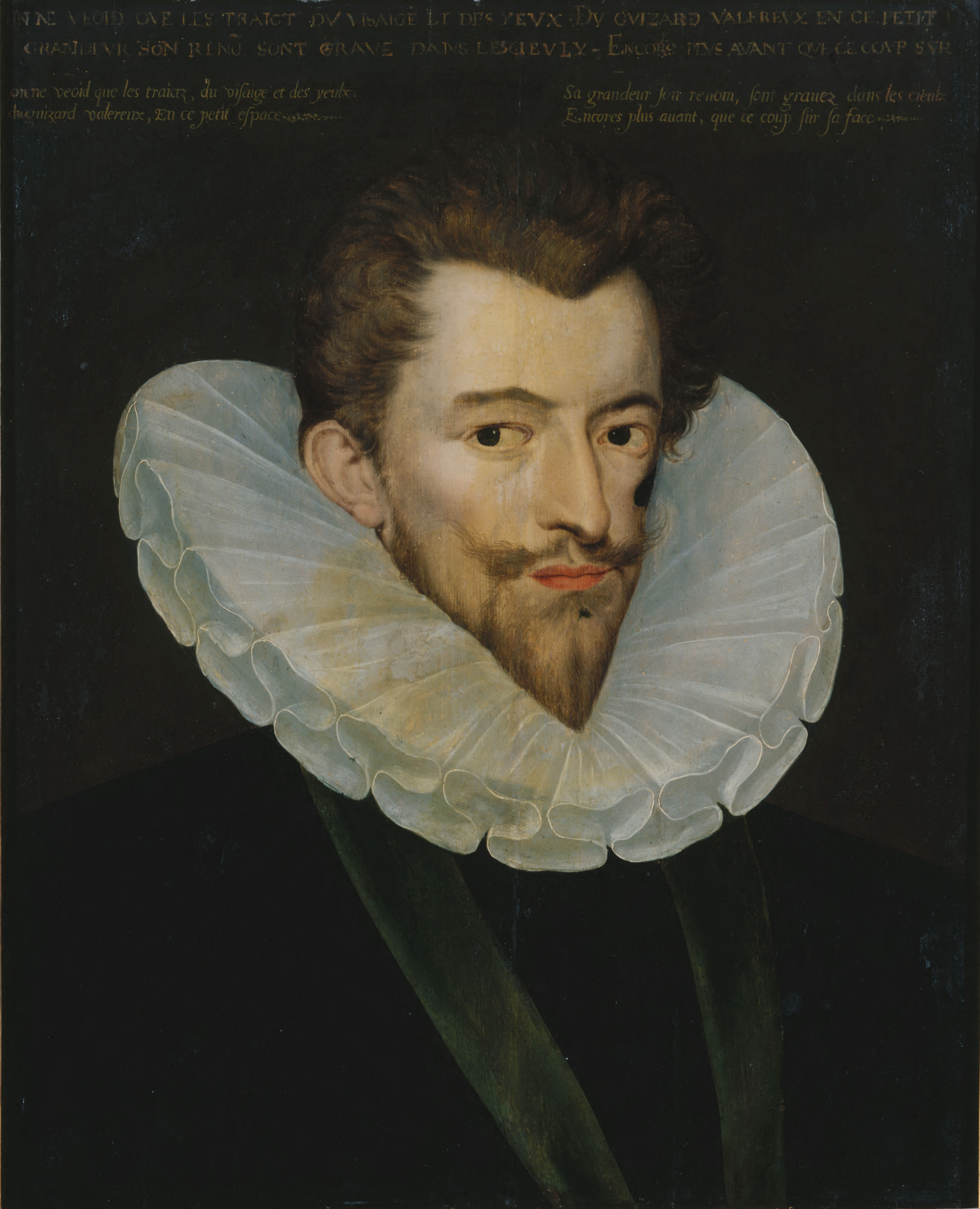
Le duc de Guise porte une très large fraise typique de la fin du règne d'Henri III (1588).

La fraise est un col de lingerie formé de plis ou de godrons. Elle est placée autour du cou qu'elle cache et met en valeur le visage de celui qui la porte. On la désigne également sous le terme de collerette.

## Description
La fraise est portée en Europe occidentale, à l'époque des guerres de Religion, de la seconde moitié du XVIe siècle au début du XVIIe siècle. Elle présente une multiplicité de formes qui changent en fonction du statut de la personne qui la porte, de sa religion, de sa nationalité et de son époque. 

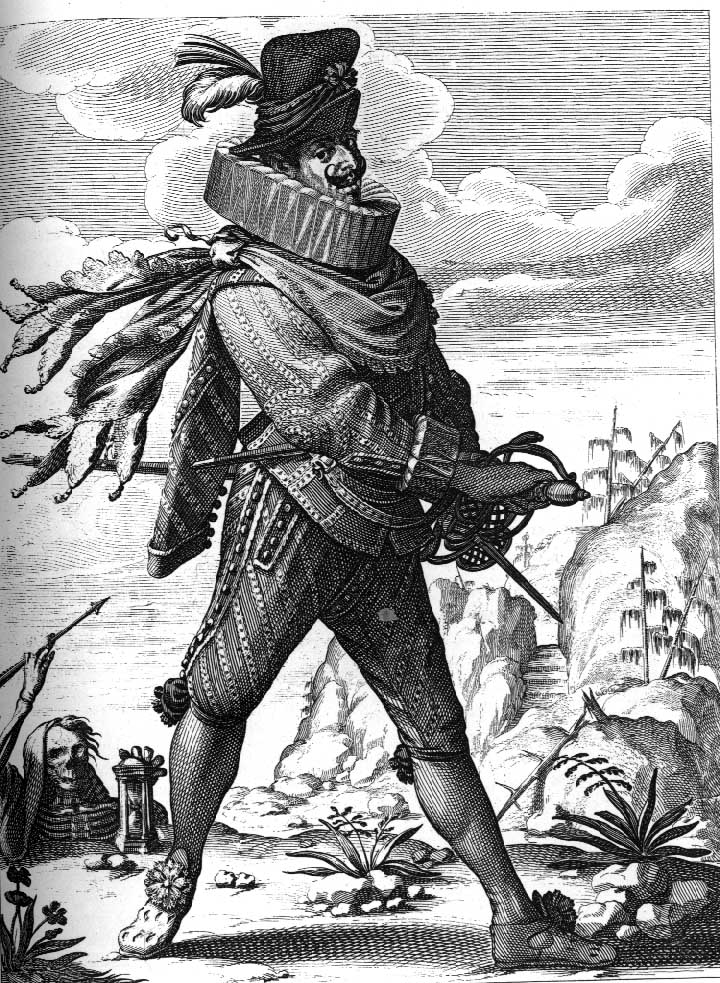
Caricature française d’un soldat espagnol (vers 1640).

C'est un vêtement revêtu par les nobles et les bourgeois. Sa qualité diffère selon la classe sociale. La haute noblesse porte des fraises en dentelle qui forment des godrons réguliers et symétriques.
Chaque époque et chaque pays ont adopté une fraise qui lui est propre. En France, elle est davantage portée par les catholiques, du moins au XVIe siècle. La forme de la fraise n'a jamais cessé d'évoluer. Dans les années 1570, la fraise tend à être un vêtement de cour luxueux, et complètement démesurée dans les années 1580.
Au XVIIe siècle, la fraise devient un trait de la mode espagnole. Dans les pays méridionaux sous l'influence espagnole, la fraise traditionnelle prend du volume et augmente d'épaisseur. Interdite en France sous le règne de Louis XIII, la fraise, devenue désuète, est utilisée pour caricaturer les Espagnols.
Les protestants lui préfèrent le simple col que portent également les catholiques durant les périodes austères. C'est ainsi qu’en France, avec les débuts de la Contre-Réforme dans les années 1580, le col est peu à peu préféré à la fraise. Sous le règne d'Henri IV, la fraise revient sous la forme d’une fraise dite de confusion, également adoptée dans une partie de l'Europe du Nord.
Sous l'Empire et la Restauration, la fraise revient à la mode en France.

## Origine du nom
La fraise tient son nom de la fraise de veau, par sa ressemblance avec celle-ci.

## XVIesiècle

### Origines
À l'origine des fraises, le bord supérieur des chemises formait des petites plissures. Dans les années 1530, le décolleté cède la place au col montant et aux guimpes qui couvrent le haut de la poitrine et le cou.

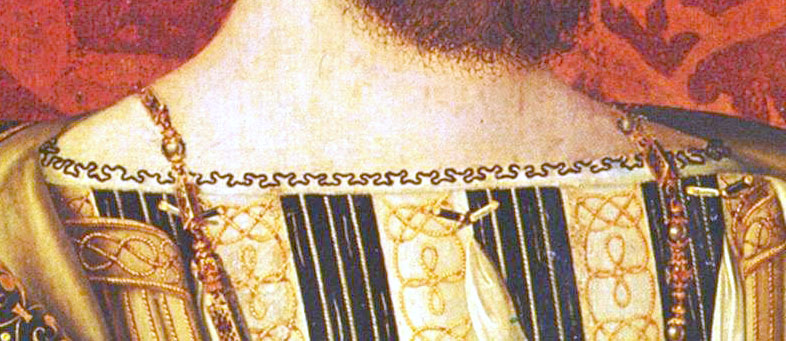
1 - vers 1525.
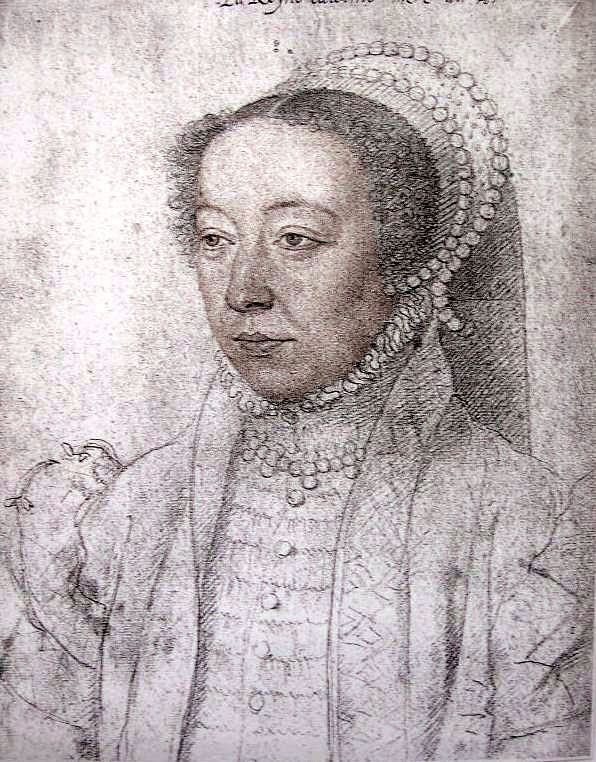
2 - vers 1555.

1. La fraise a pour origine le bord plissé des chemises. Détail d'un portrait de François Ier (Jean Clouet, Musée du Louvre)
2. Portrait de Catherine de Médicis. Le bord de la chemise que porte la reine dépasse de son col, mais ce n’est pas encore vraiment une fraise car les godrons ne sont pas réguliers (vers 1555).

### Années 1560
C’est au cours des années 1560 que la fraise fait véritablement son apparition. Elle est formée de godrons bien réguliers et devient un élément détaché de la chemise. Elle s'échappe du col et sa forme grossit progressivement en hauteur. La plupart des femmes portent la fraise au bout d’une collerette. Selon Michel Serres, la fraise aurait pour motivation la dissimulation des ganglions produits par les maladies vénériennes,, courantes à cette époque.

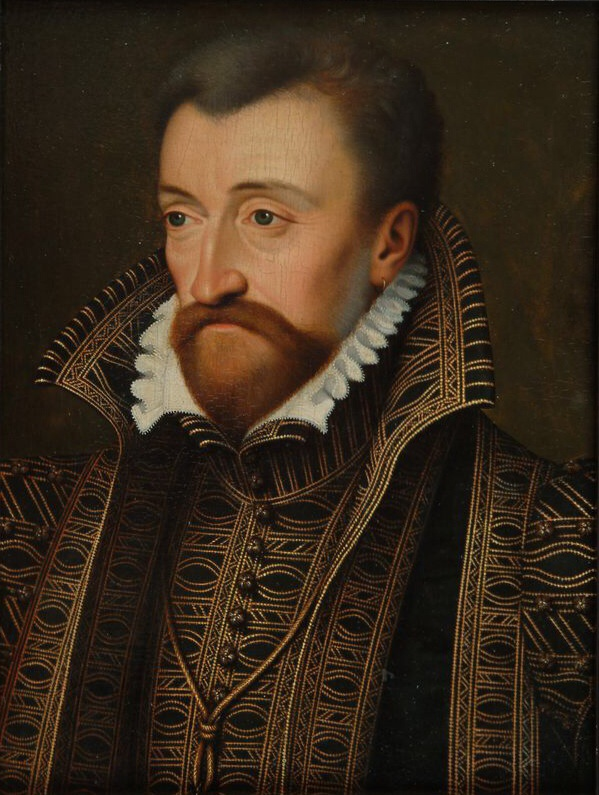
1 - vers 1557.
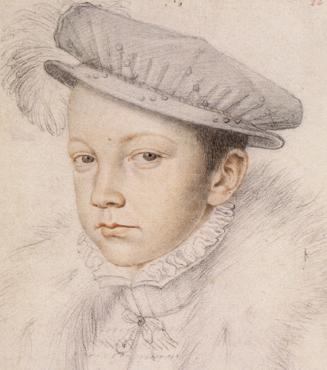
2 - 1559.
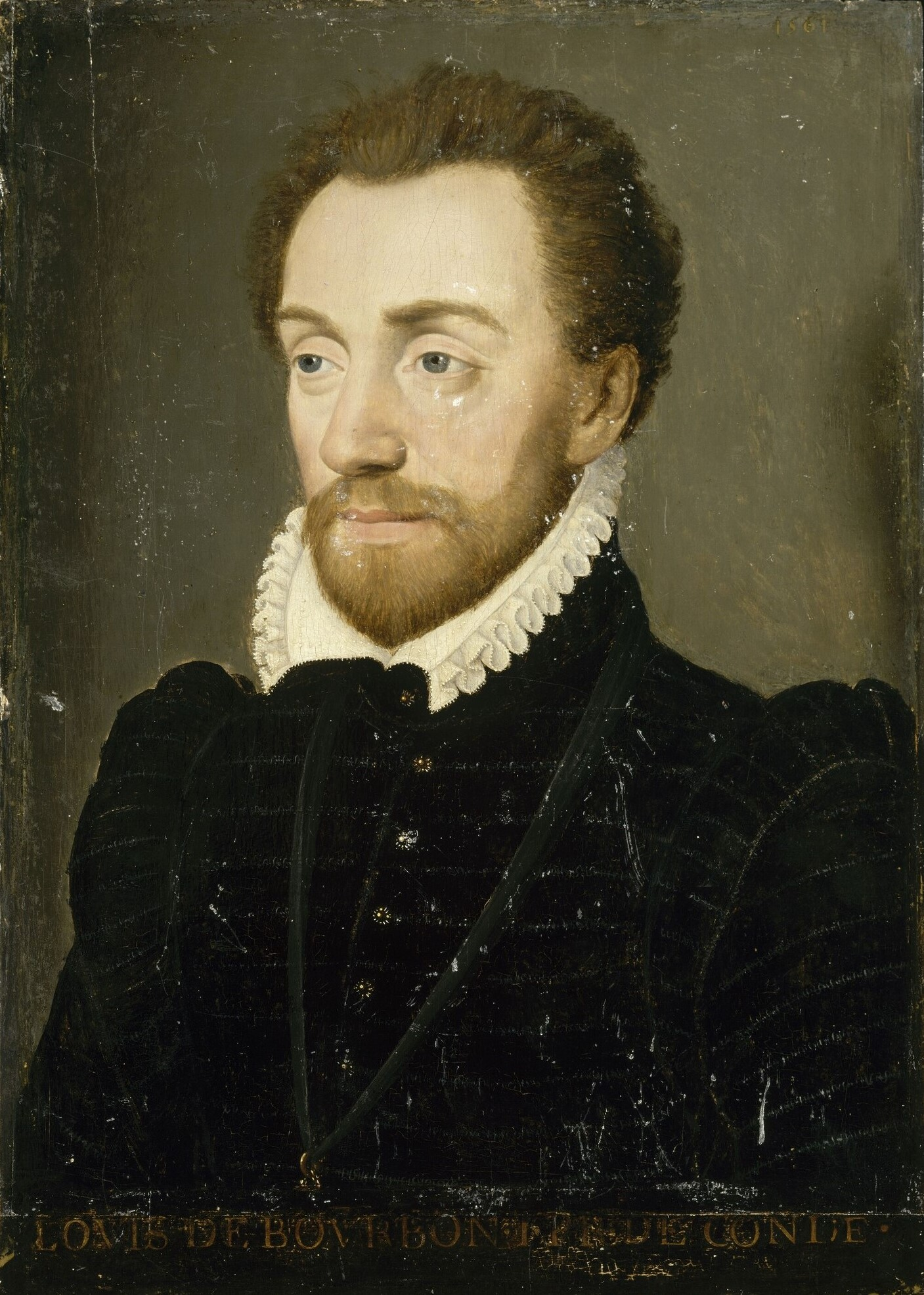
4 - vers 1562.
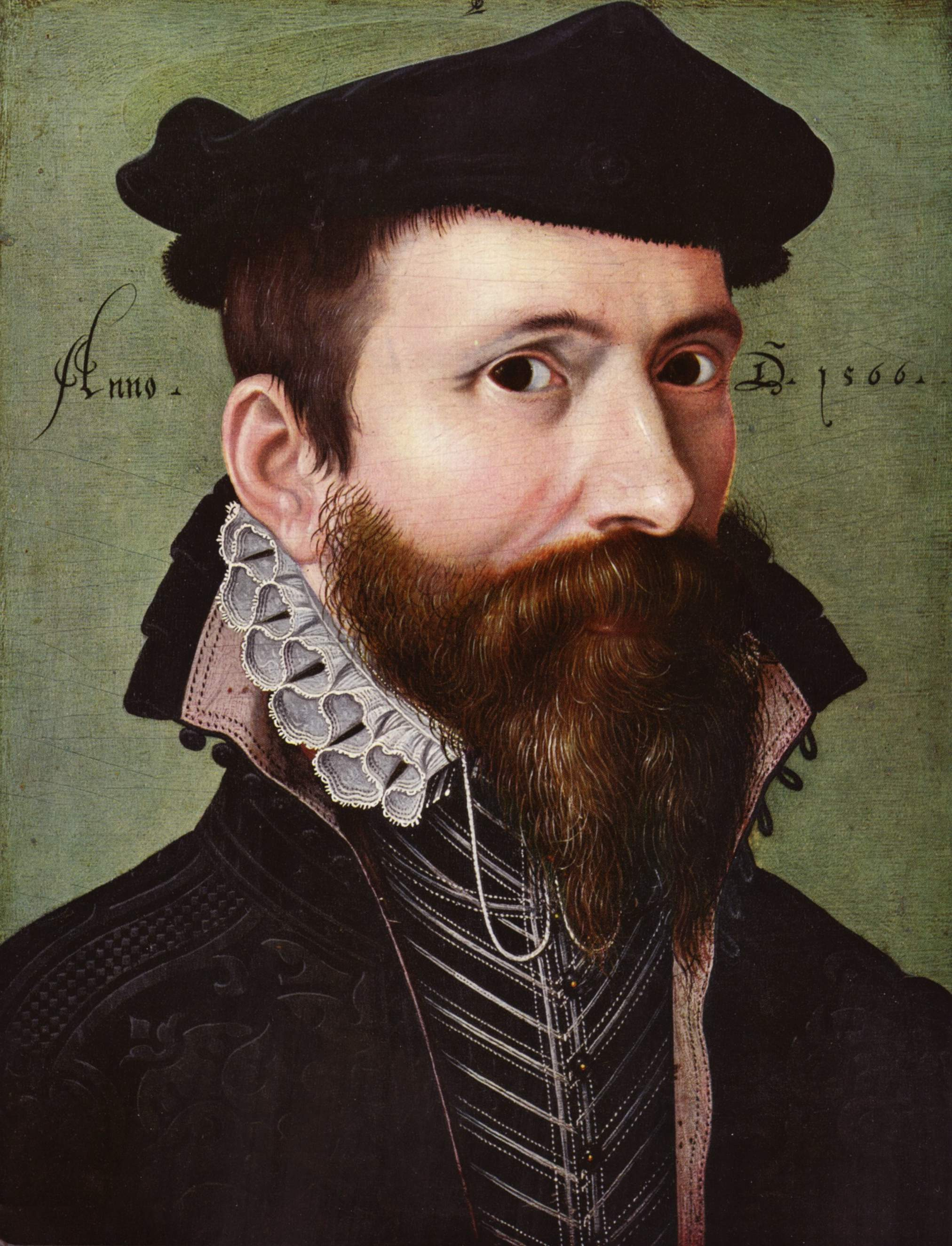
5 - 1566.
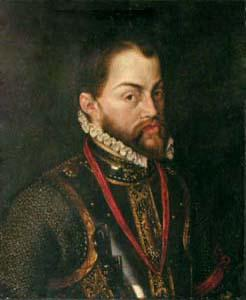
6 - vers 1565.
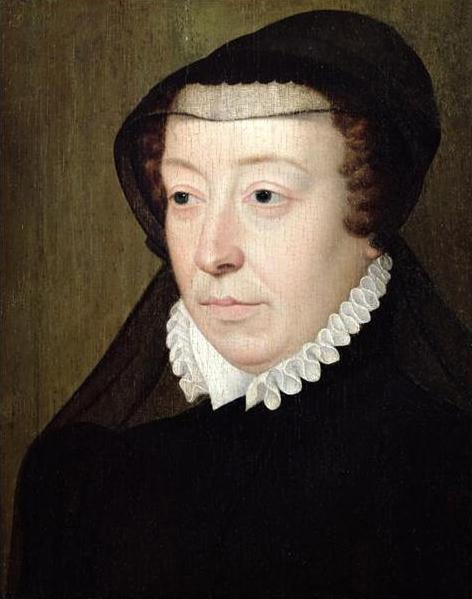
7 - vers 1565.

1. Portrait d’Antoine de Bourbon, la fraise déborde hors du col
2. Portrait de François II, la fraise est posée sur le col
3. Portrait de Charles IX
4. Portrait de Louis de Bourbon, premier prince de Condé. Il porte un type de fraise assez fréquemment utilisée dans la mode protestante d’Europe du Nord.
5. Portrait d’un gentilhomme allemand
6. Portrait de Philippe II d'Espagne
7. Portrait de Catherine de Médicis

### Années 1570
Le retour en vogue du catholicisme dans les années 1570 entraîne à la cour de France le développement du luxe et de la mode. Par opposition à l'austérité protestante, on porte des fraises de plus en plus grandes, décorées de dentelle et échancrées. La fraise s'agrandit en hauteur puis au tout début du règne d'Henri III, en largeur. En 1578, elle atteint son extension maximale. Sa largeur démesurée fait l'objet de moqueries populaires. Pierre de L'Estoile écrit alors dans son journal : 

« À voir la tête d'un homme sur ses fraises, il semblait que ce fût le chef (tête) de Saint Jean sur un plat. »

Cette mode de la fraise est tournée en dérision lors d'un charivari à la foire Saint Germain en février 1579 : des étudiants défilent, affublés de larges fraises en papier blanc, criant : « À la fraise on reconnaît le veau ! » Henri III ne goûte pas la plaisanterie et fait enfermer quelque temps les coupables à la prison du Châtelet.

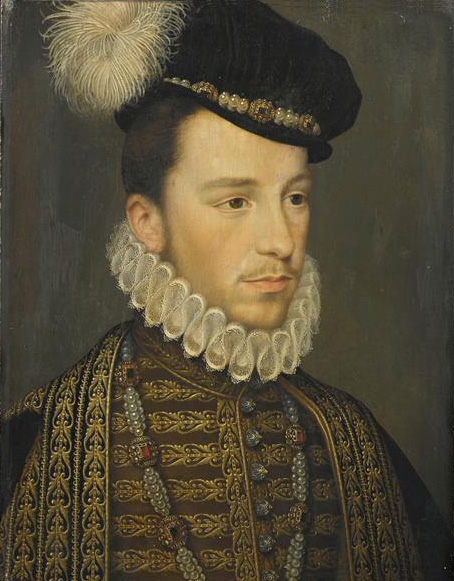
1 - vers 1570.
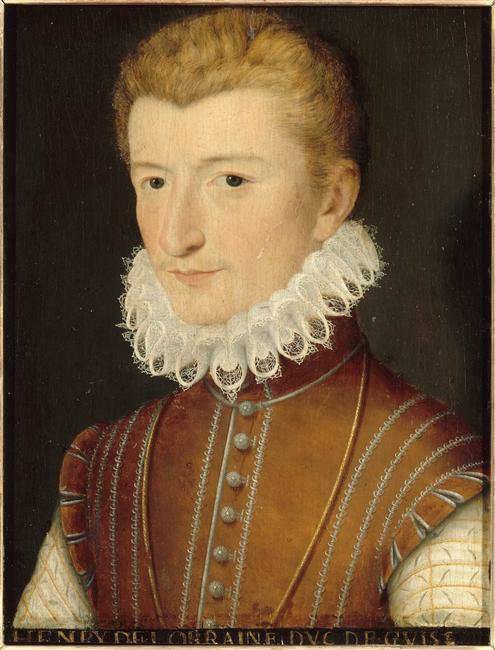
2 - vers 1570.
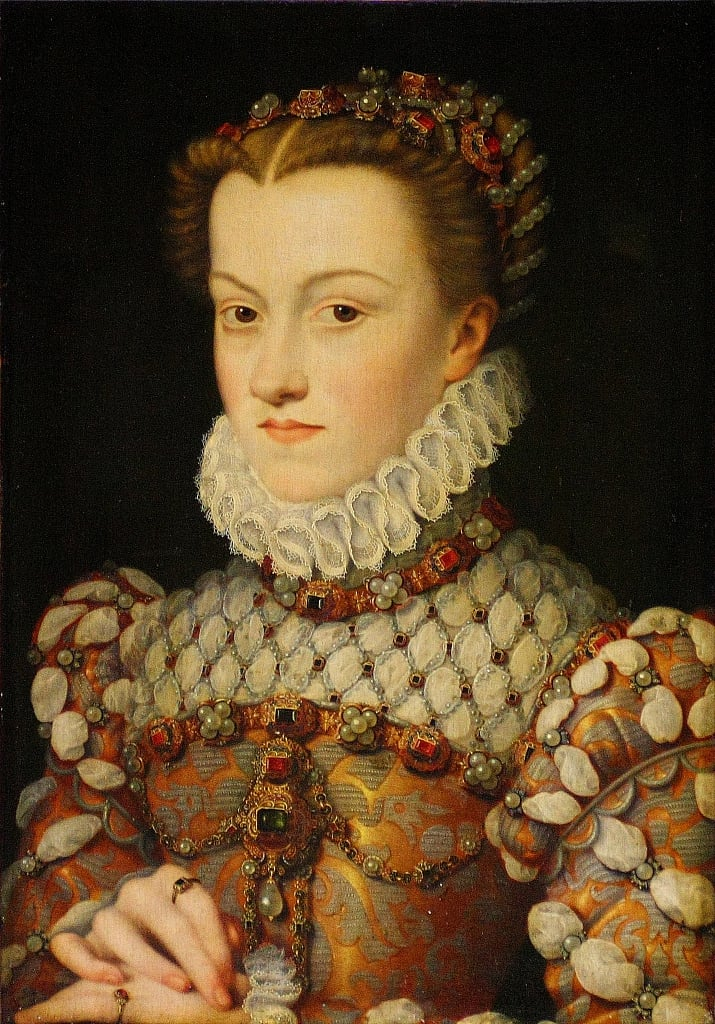
3 - 1572.
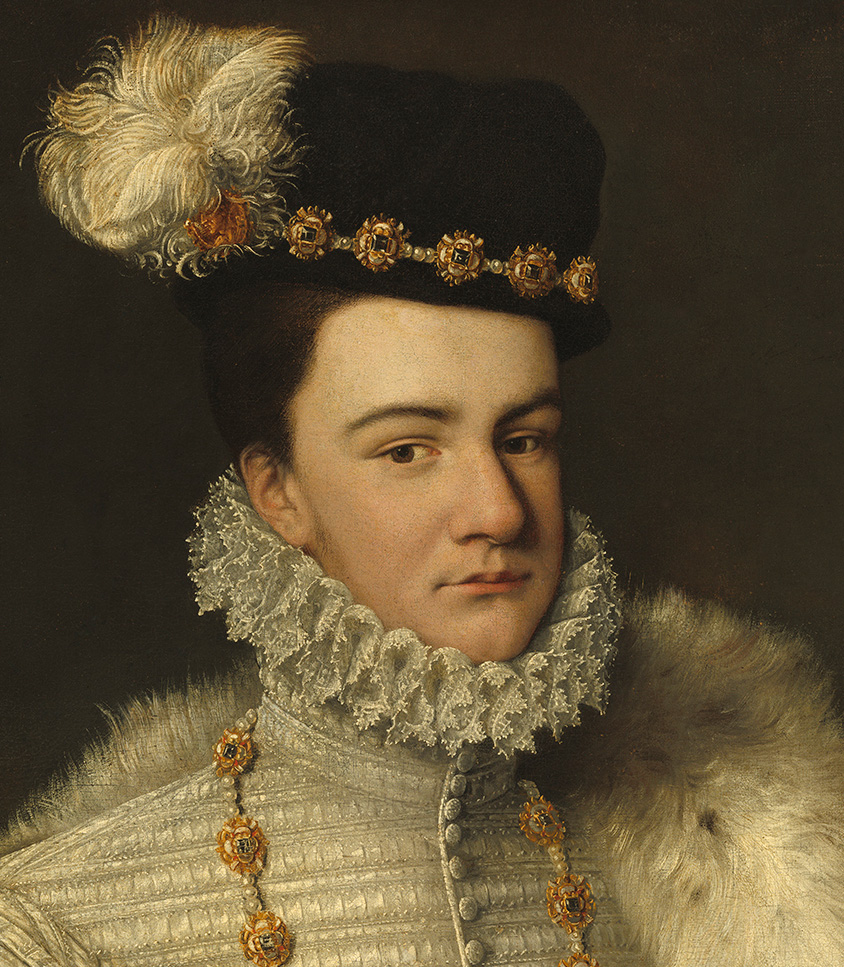
4 - 1572.
5 - vers 1574.
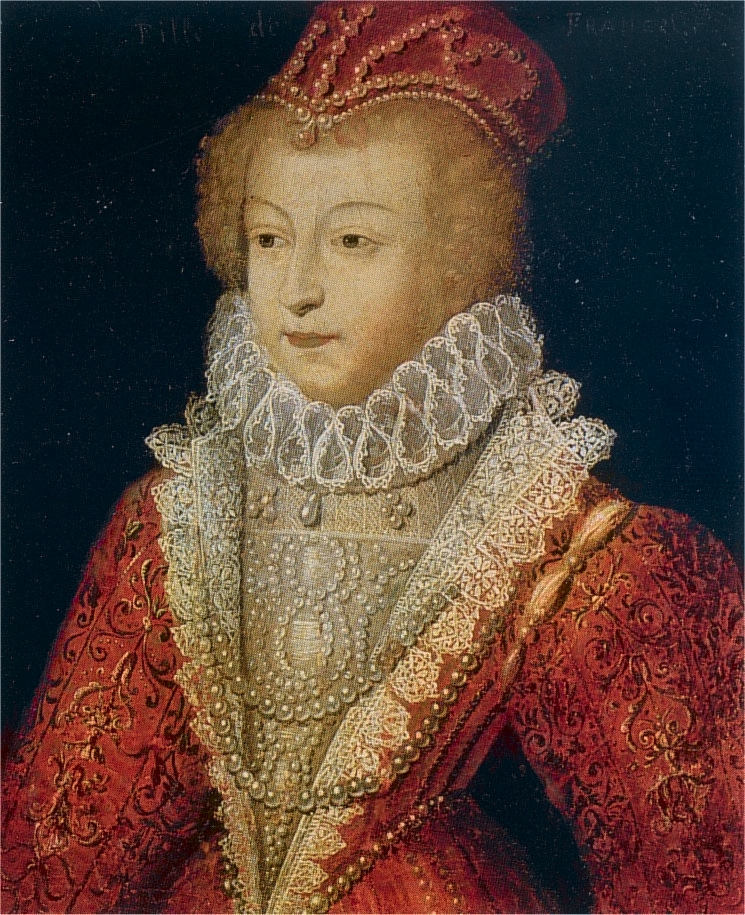
6 - vers 1575.
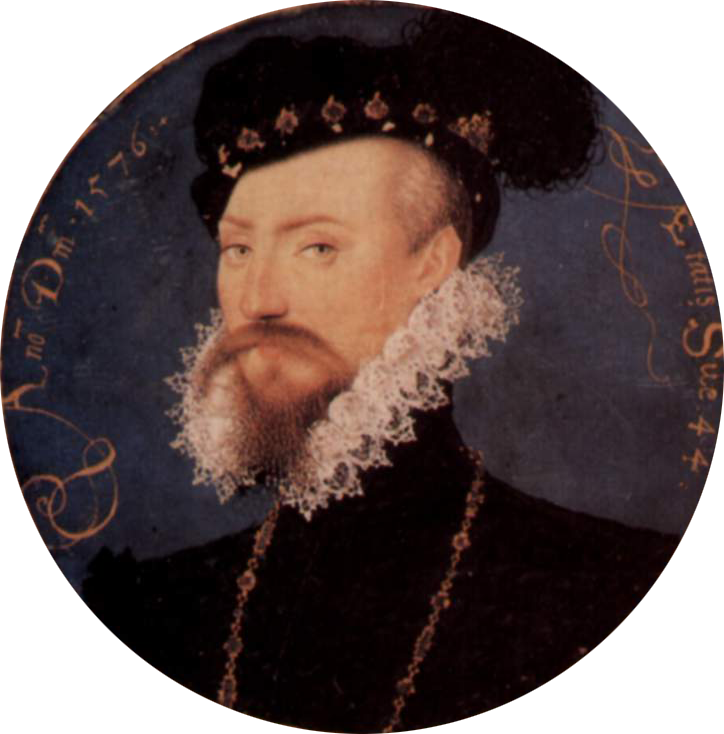
7 - 1576.
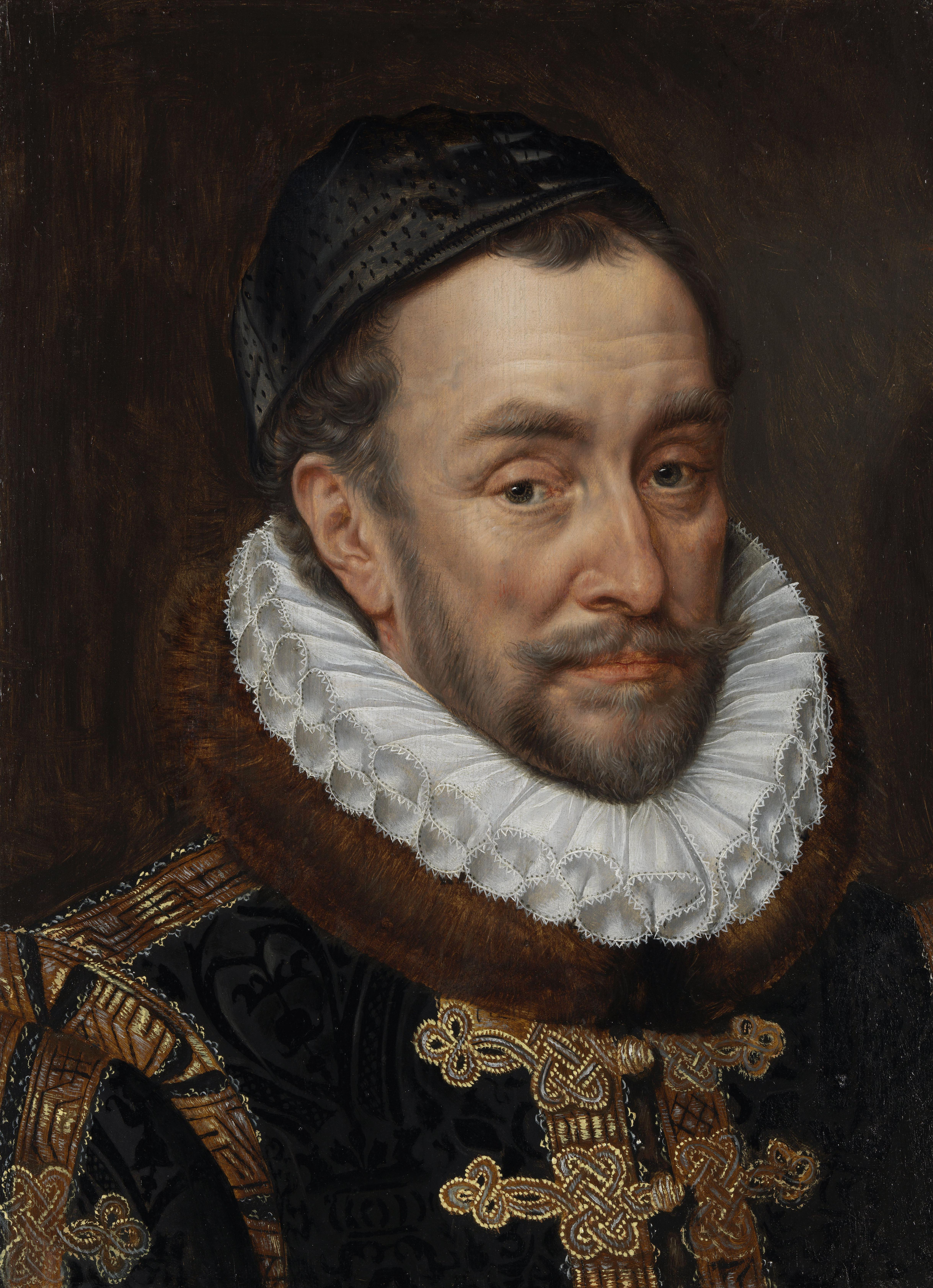
8 - 1575.

1. Portrait d'Henri duc d'Anjou
2. Portrait de Henri de Guise
3. Portrait d'Elisabeth d'Autriche
4. Portait de François duc d’Alençon
5. Portrait de Charles IX qui porte une fraise de dentelle aux godrons échancrés
6. Portrait de Marguerite de Valois
7. Portrait de Robert Dudley
8. Portrait de Guillaume Ier d'Orange-Nassau

### Années 1580
Durant les années 1580, la fraise ne connaît guère d'évolution. Chez les hommes, le col lui est peu à peu préféré. En France, les femmes continuent de porter la fraise le plus souvent avec un décolleté et une collerette qui s’est agrandie au point de former un large éventail autour de la tête. À la fin des années 1580, on voit en France le retour d’une fraise plus petite.

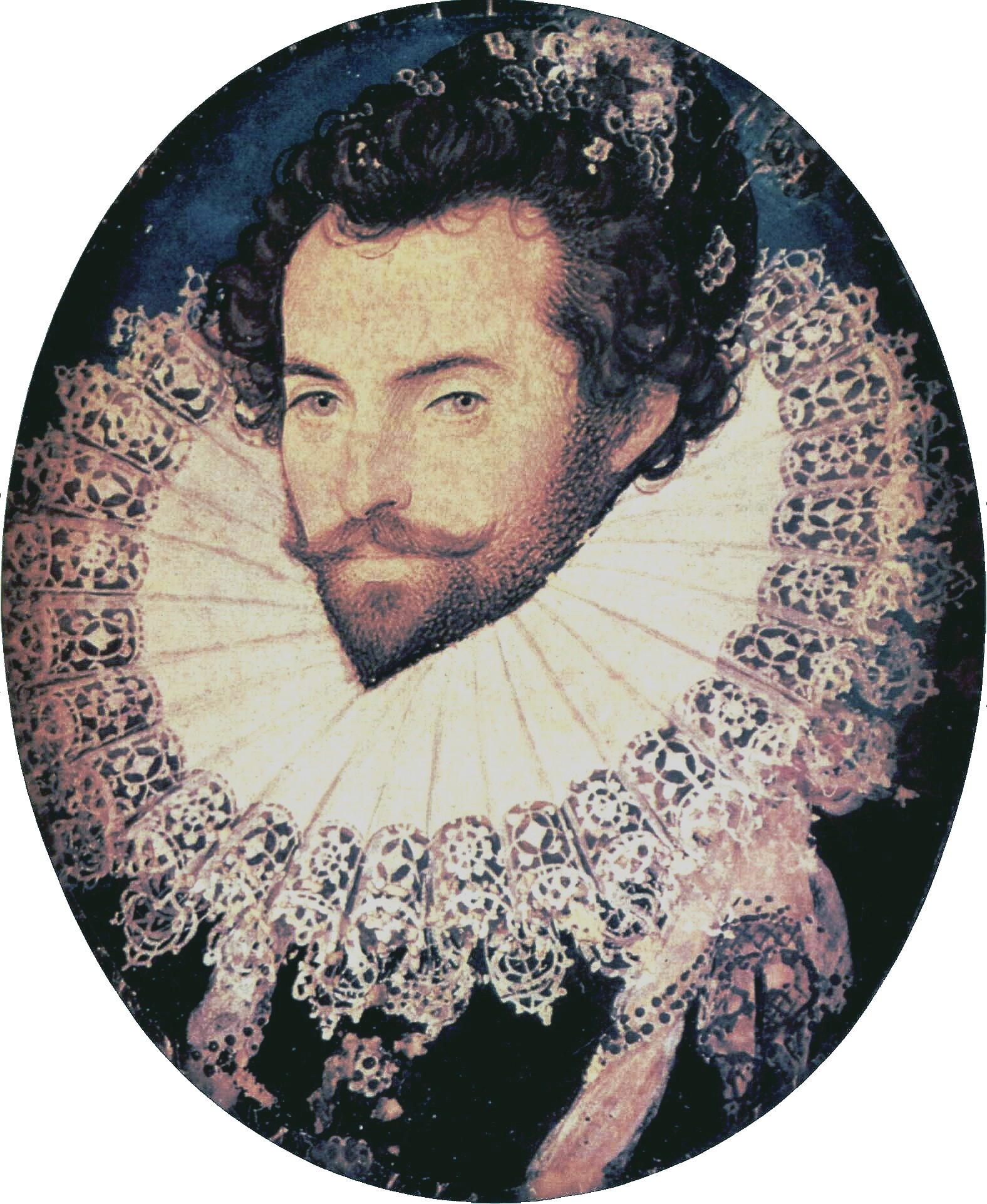
Vers 1585.
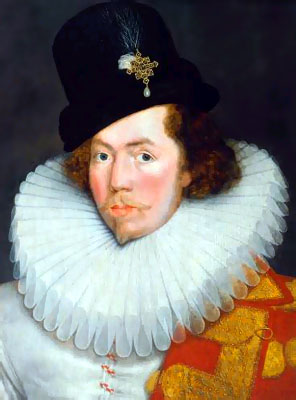
1586.
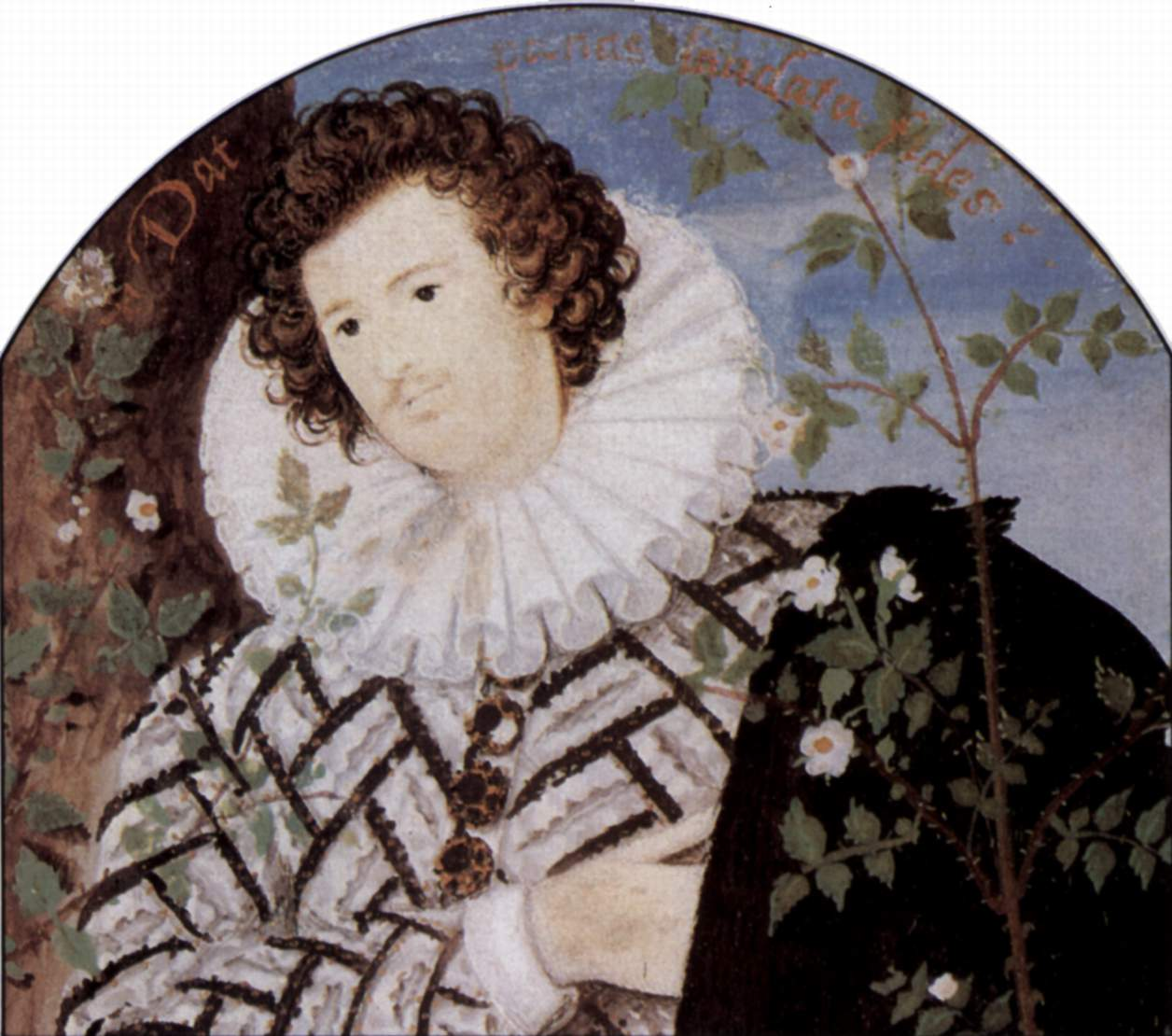
1588.

Dans les années 1590, hormis dans les grandes occasions, la grande fraise n’est plus vraiment portée par les hommes qui préfèrent le col ou la fraise à confusion qui fait alors son apparition.

## Début duXVIIesiècle

### En Espagne
En Espagne, la fraise est appelée lerma ou lechuguilla et peut être d'une hauteur démesurée. Elle y a survécu jusqu'au début du règne du roi Philippe IV d'Espagne commencé le 31 mars 1621.
Le nouveau roi entend rompre avec la corruption et les gaspillages du règne précédent dont la collerette « fraise » en est un des symboles. Il prépare un certain nombre de décrets dit « somptuaires » censés conduire à des économies. Parmi ces décrets, il veut imposer de la sobriété dans l'habillement en imposant le « col wallon » ou golilla. À partir du 1er mars 1623, le roi et son frère montrent l'exemple et portent l'habit noir et le col plat.
Ce décret de 1623 sert d'indicateur aux experts pour dater certains tableaux.

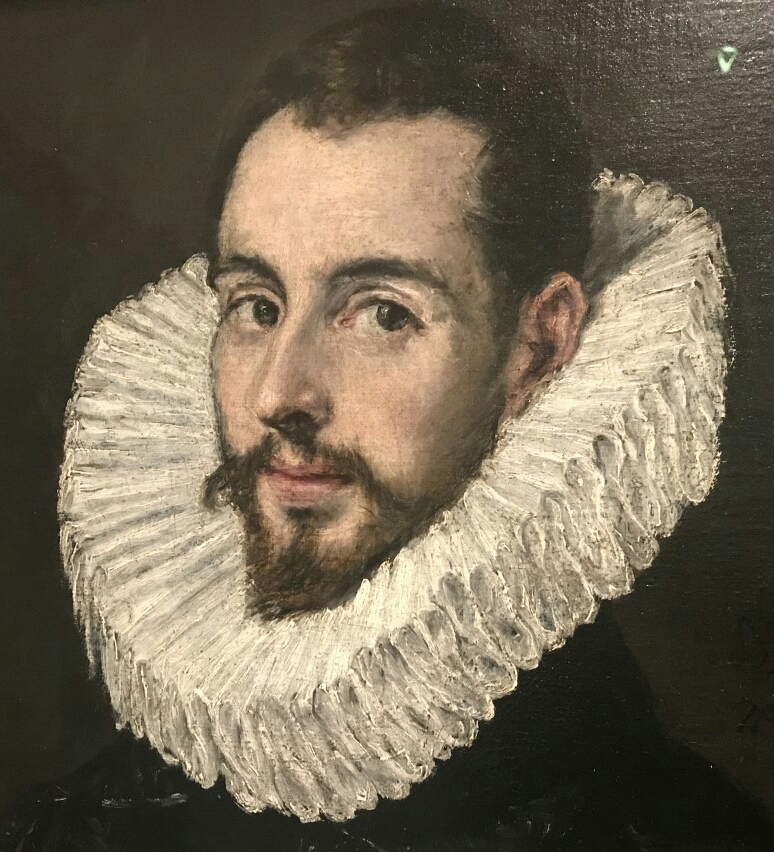
Portrait de Jorge Manuel Theotocopouli.
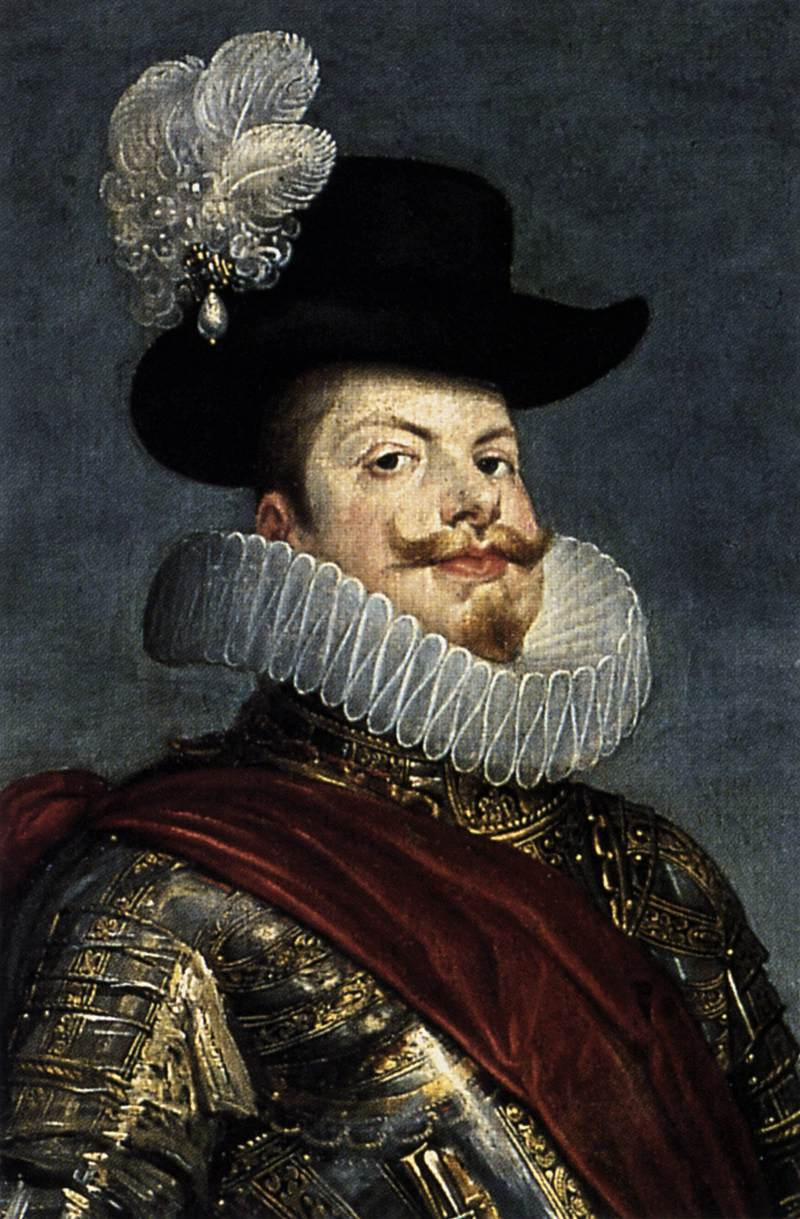
Portrait de Philippe III d'Espagne.
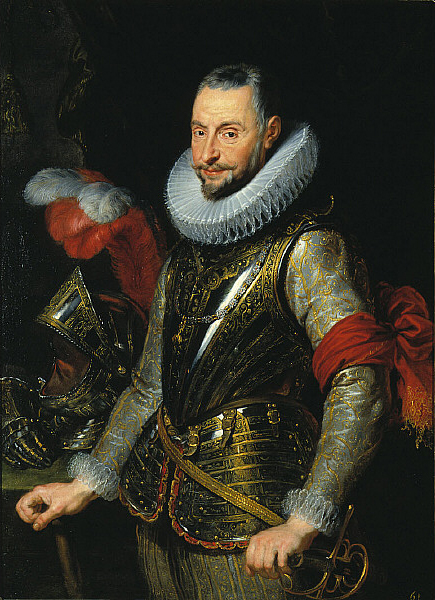
Portrait du marquis Spinola.
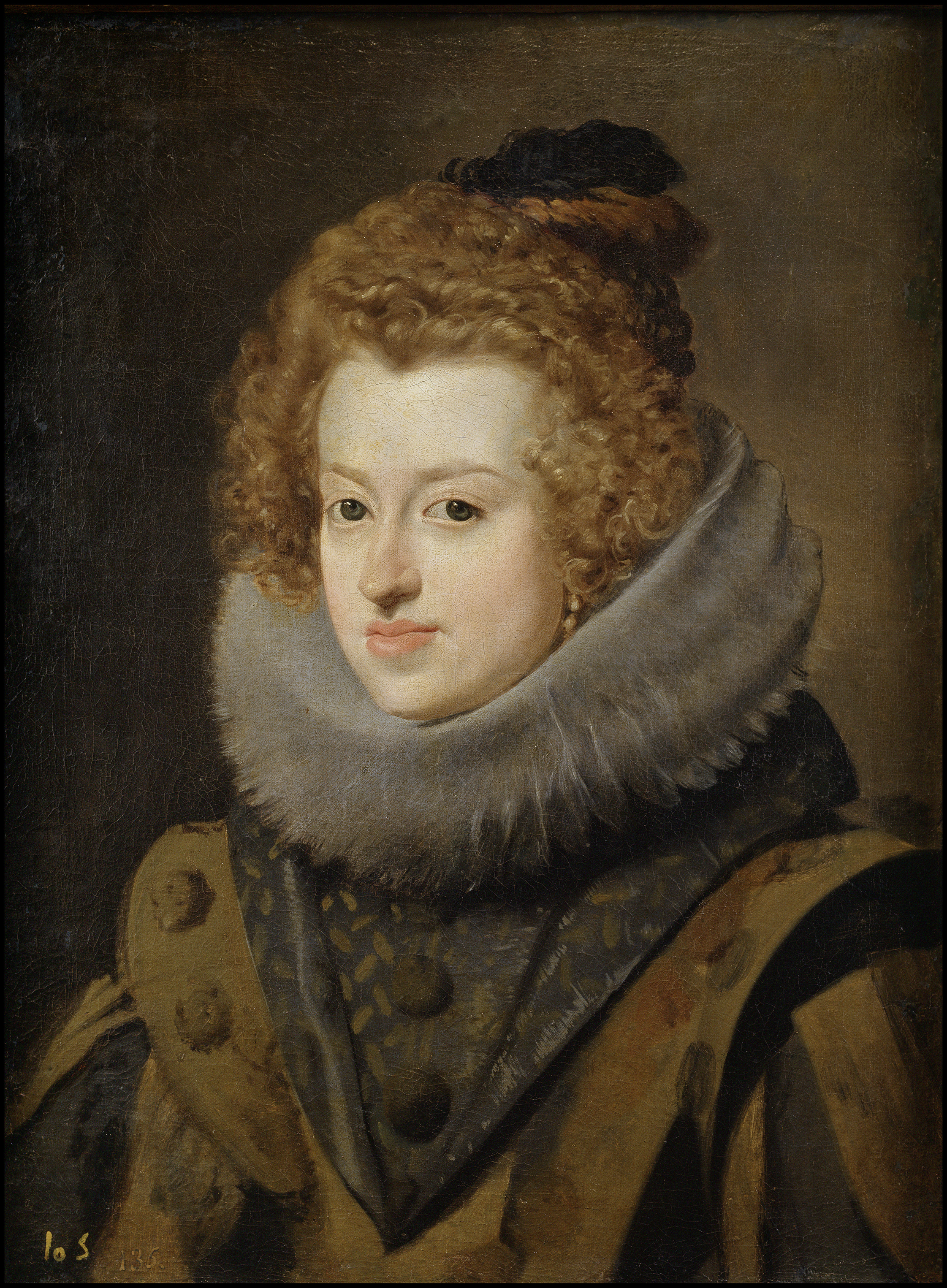
Portrait de Marie-Anne d'Autriche.
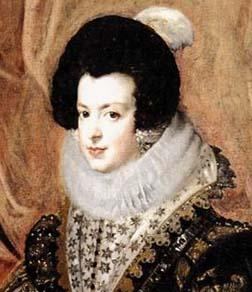
Portrait d'Élisabeth de Bourbon.

### En Flandre et en Italie sous influence espagnole

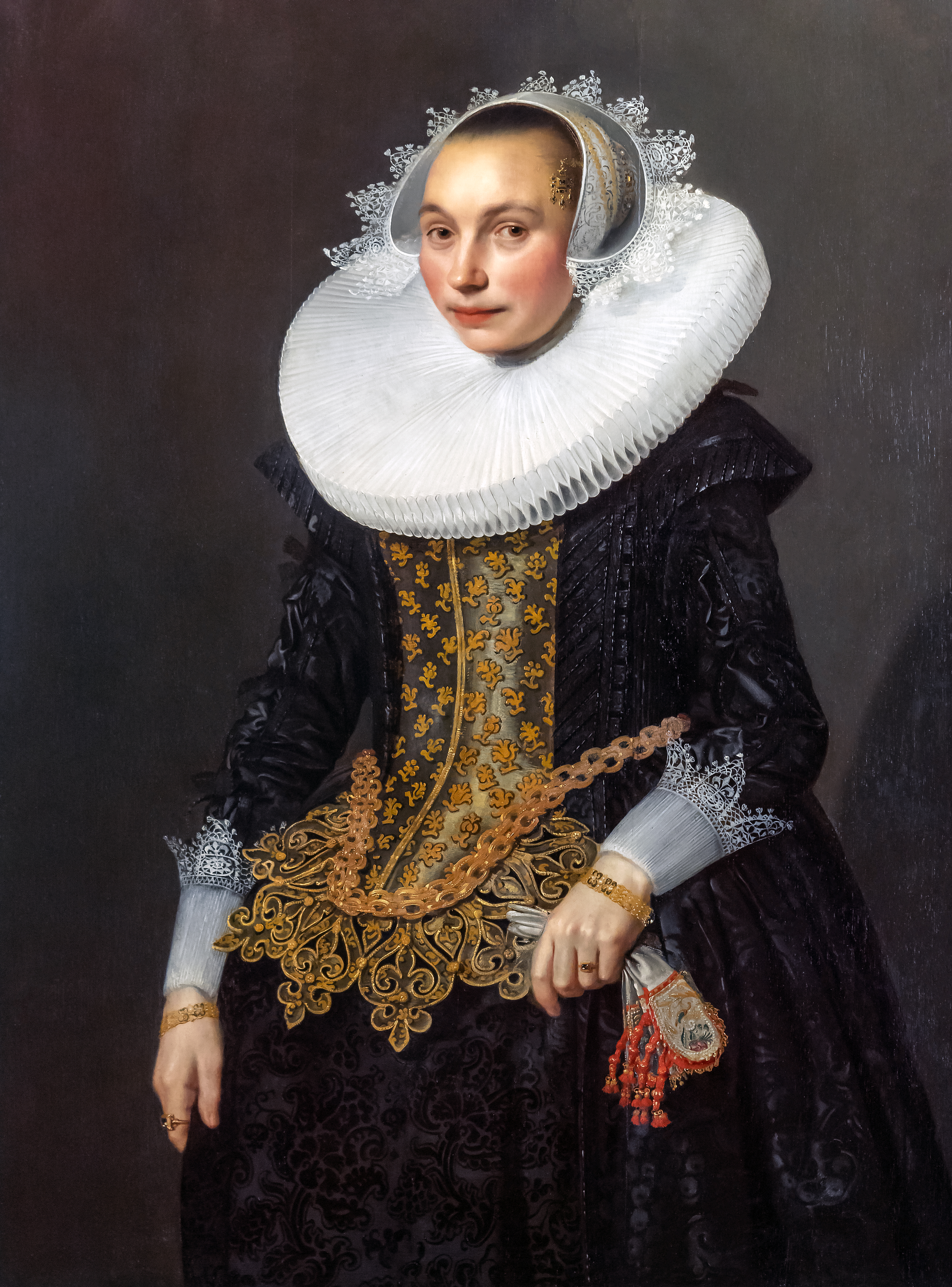
Michiel Jansz. van Mierevelt, Portrait de femme.
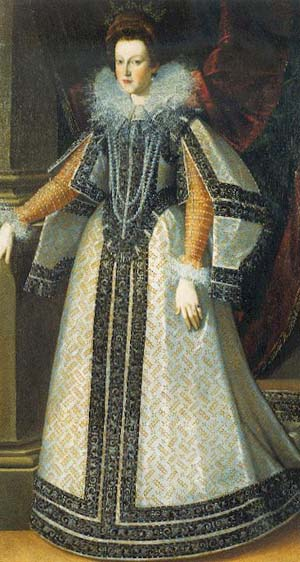
Portrait de Marie de Médicis.
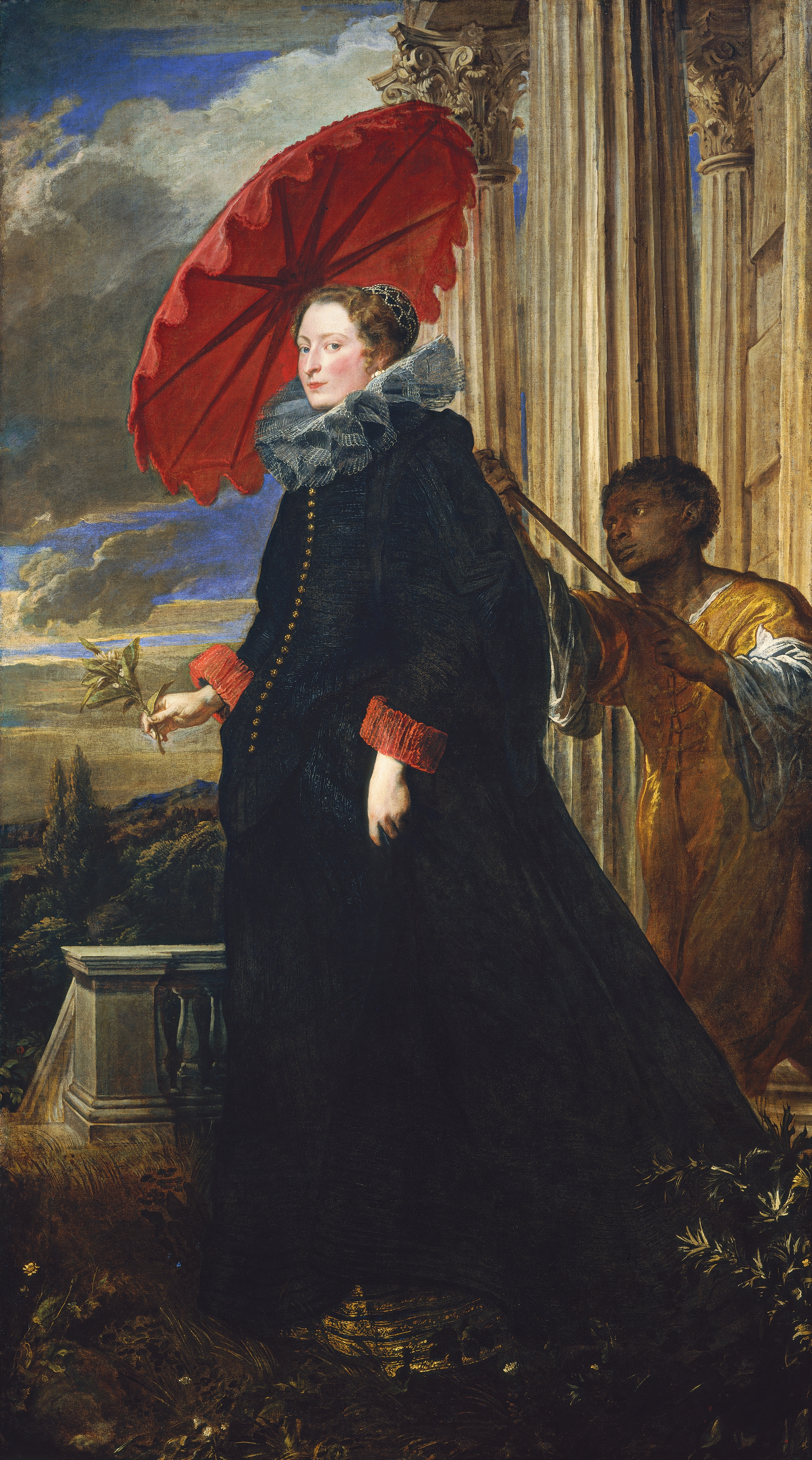
Portrait d’Elena Grimaldi.
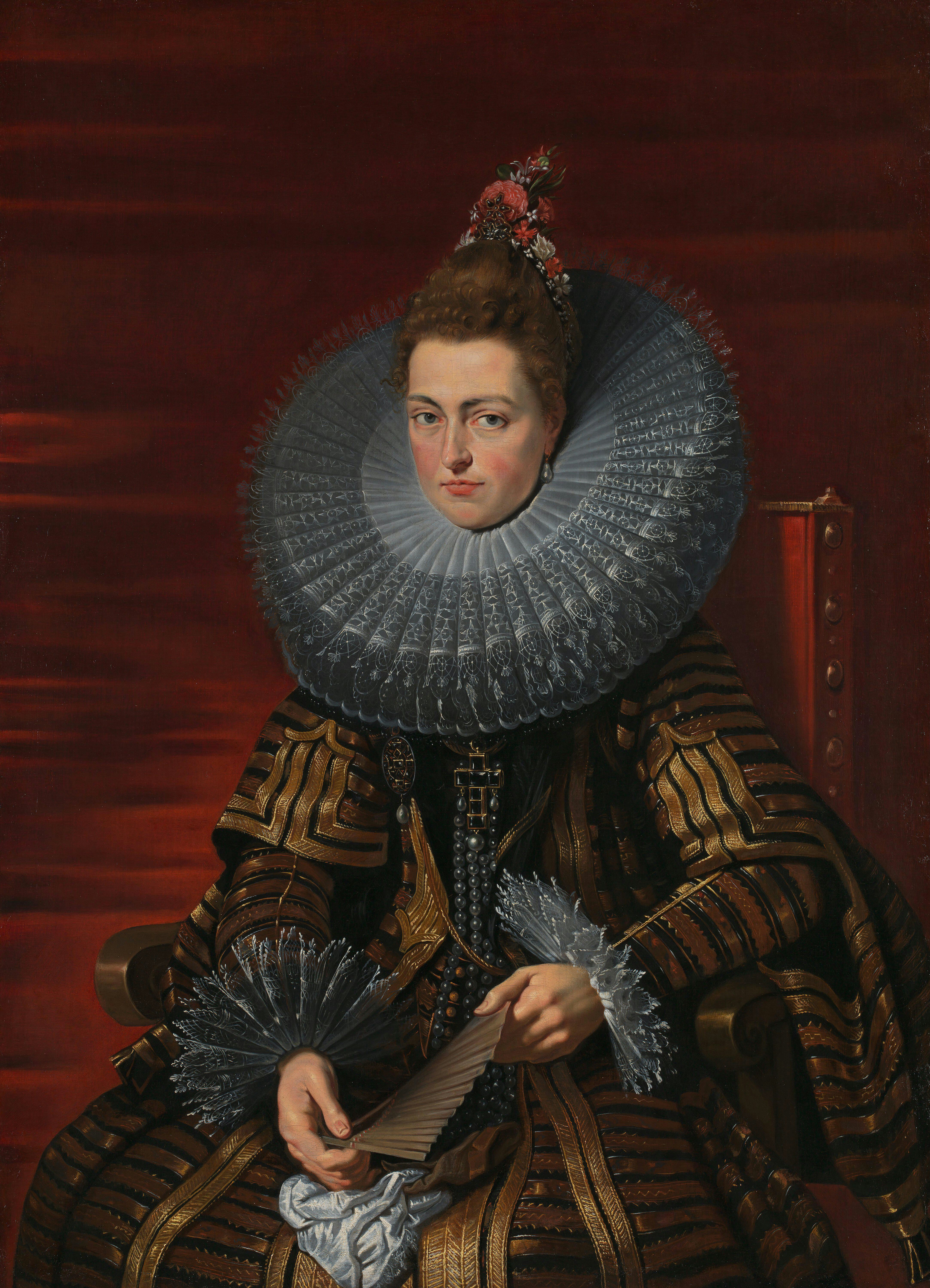
Portrait de l’infante Isabelle.
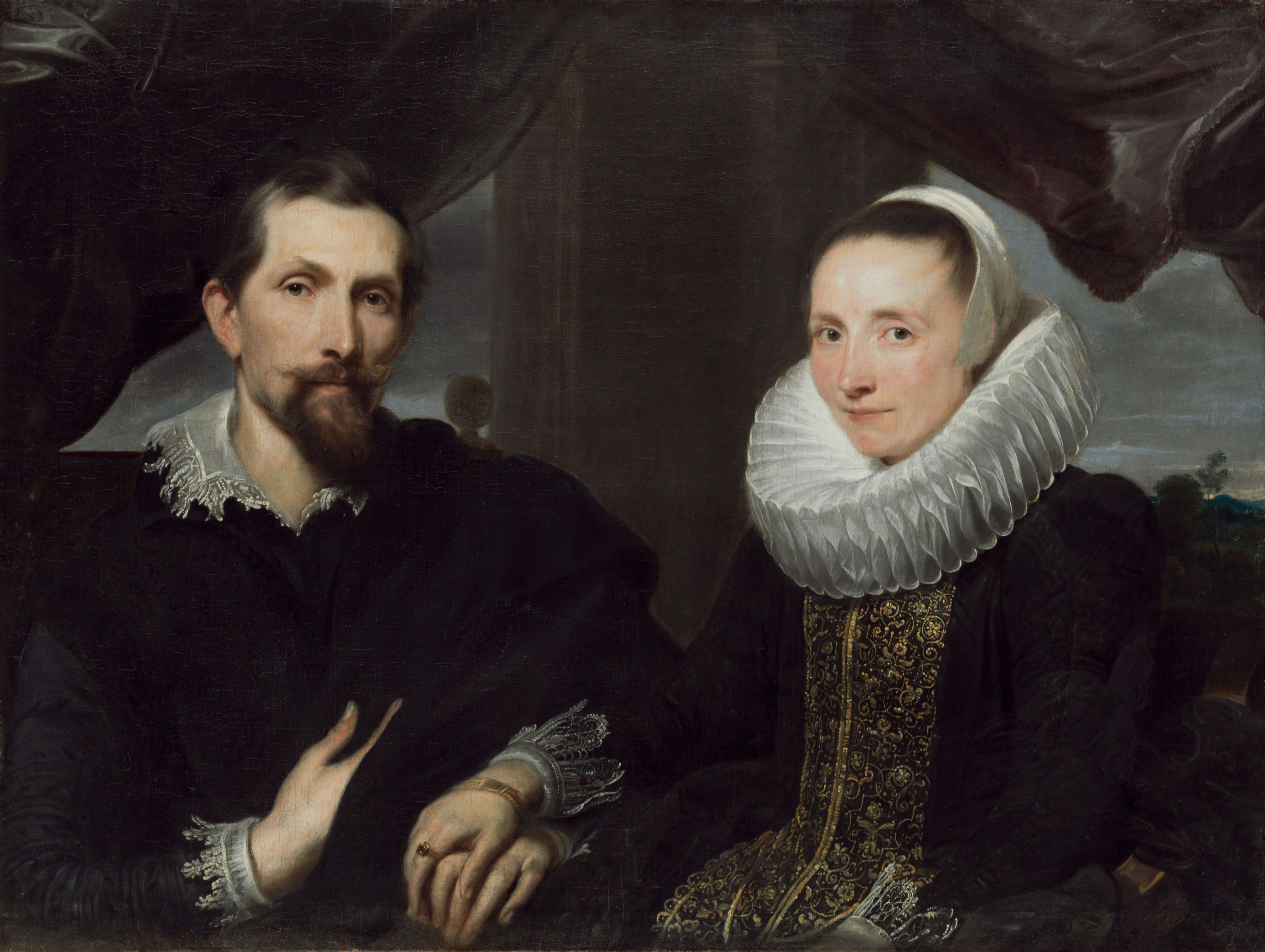
Portrait de Frans Snyders et de sa femme.

### En Europe du Nord: la fraise diteà confusion
La fraise dite à confusion est une fraise non empesée, à plusieurs rangs, nettement moins rigide, tombant sur les épaules en collerette puis en grands collets rabattus, enfin en col rabattu bordé de dentelle (mode Louis XIII).

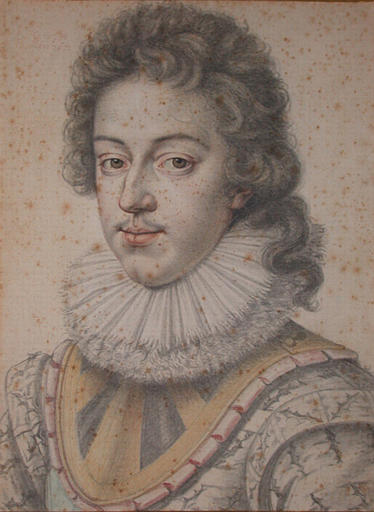
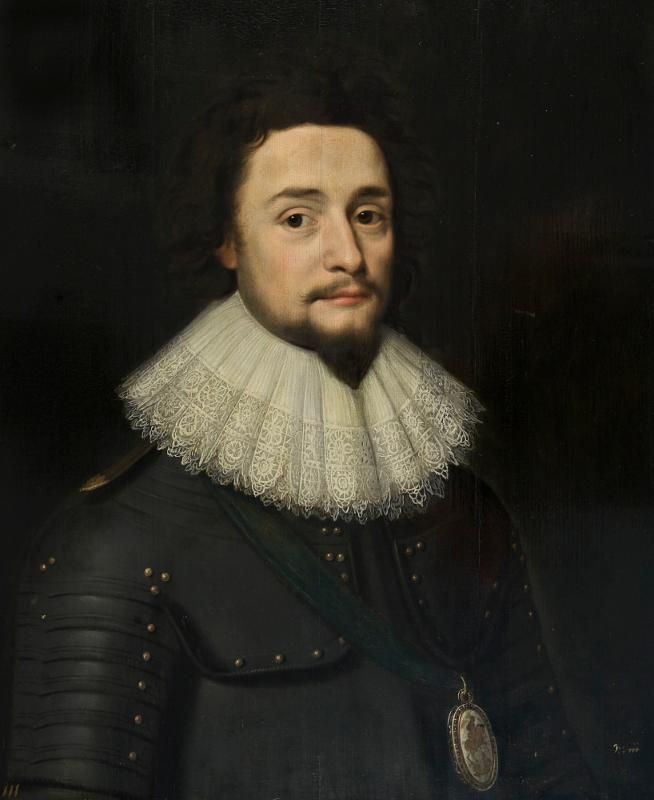
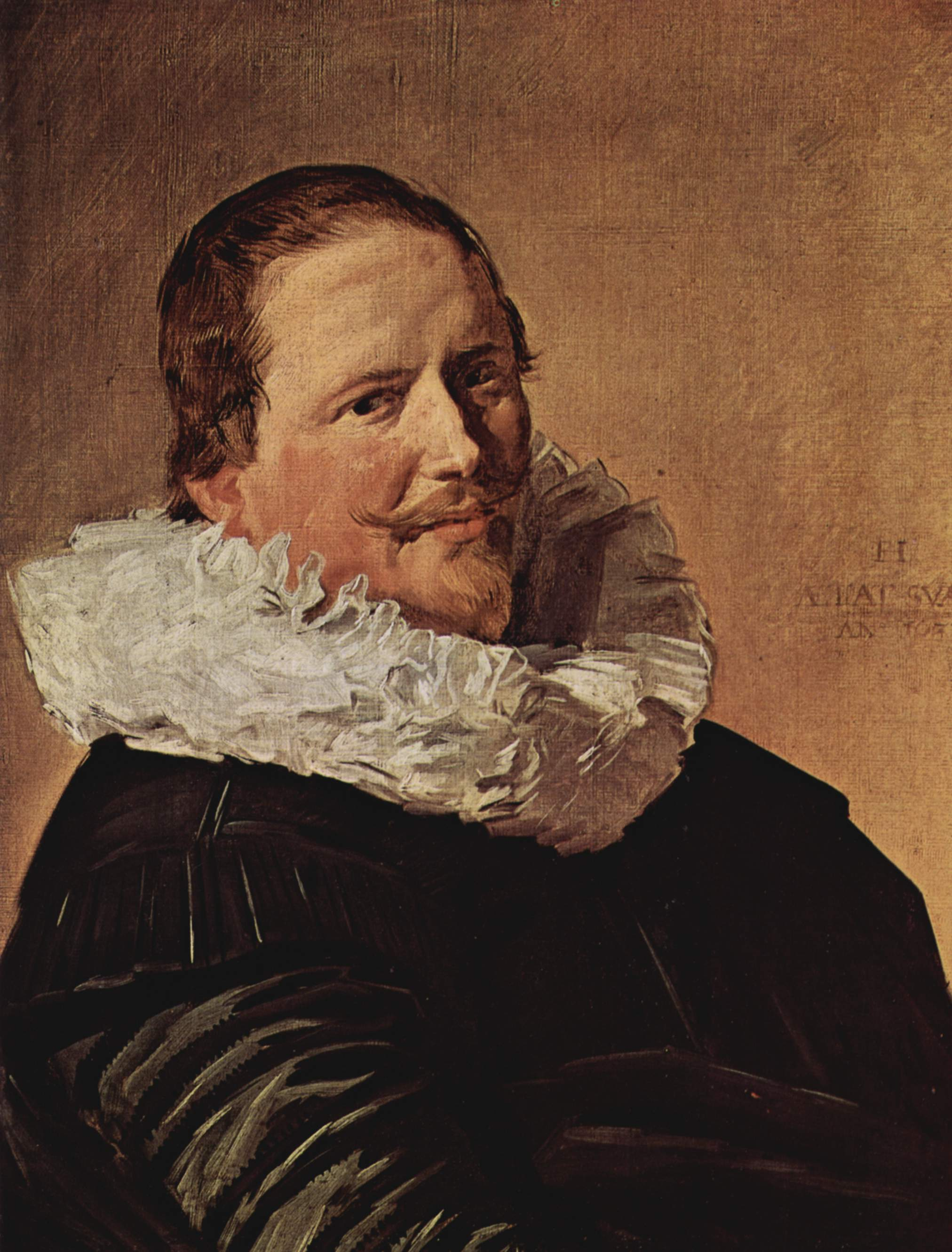
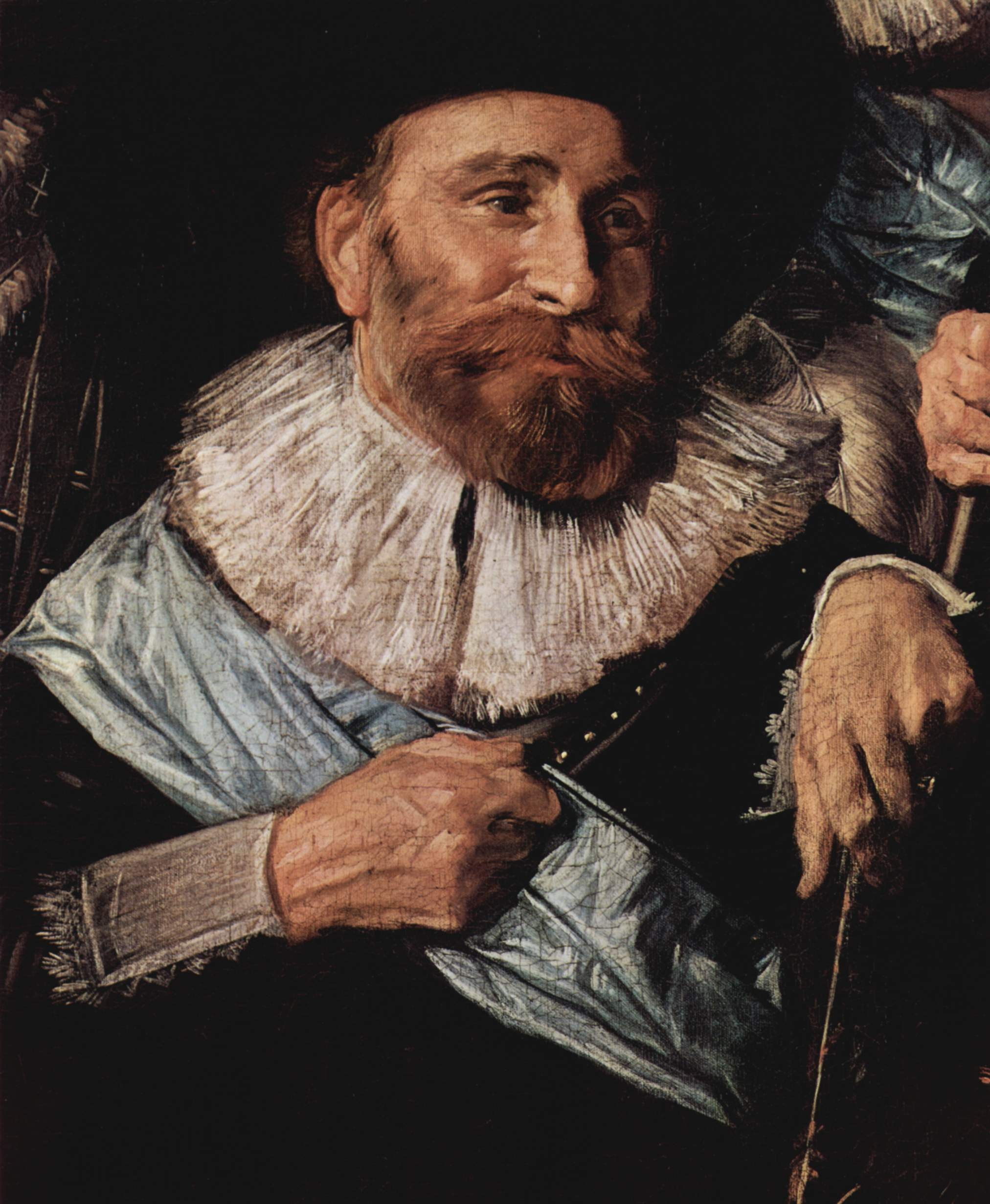

## XIXesiècle
Au début du XIXe siècle, et en particulier sous le Ier Empire, la fraise fait de nouveau son apparition dans les costumes de la noblesse napoléonienne. Elle est utilisée tant dans les costumes de ville que dans les tenues d'apparat.

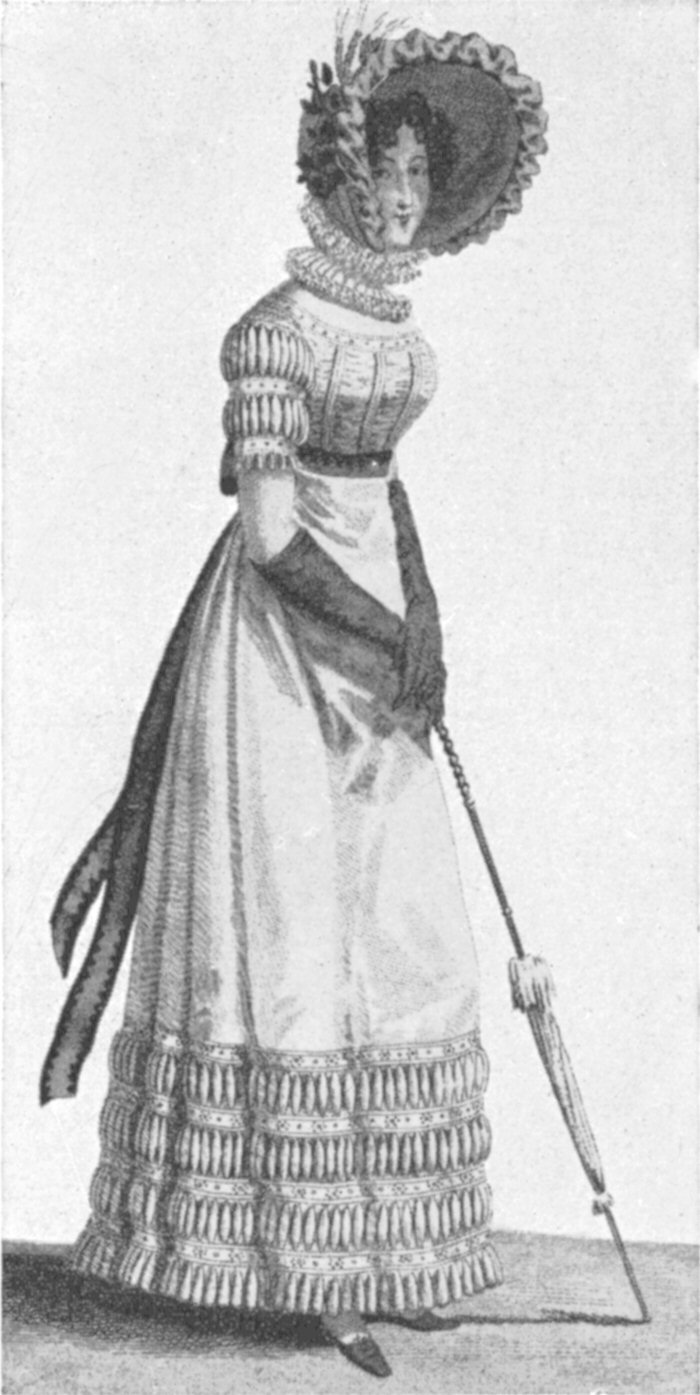
Extrait du Journal des Dames de 1819.
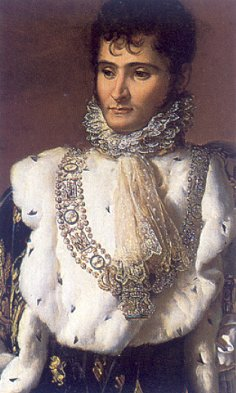
Portrait de Jérôme Bonaparte
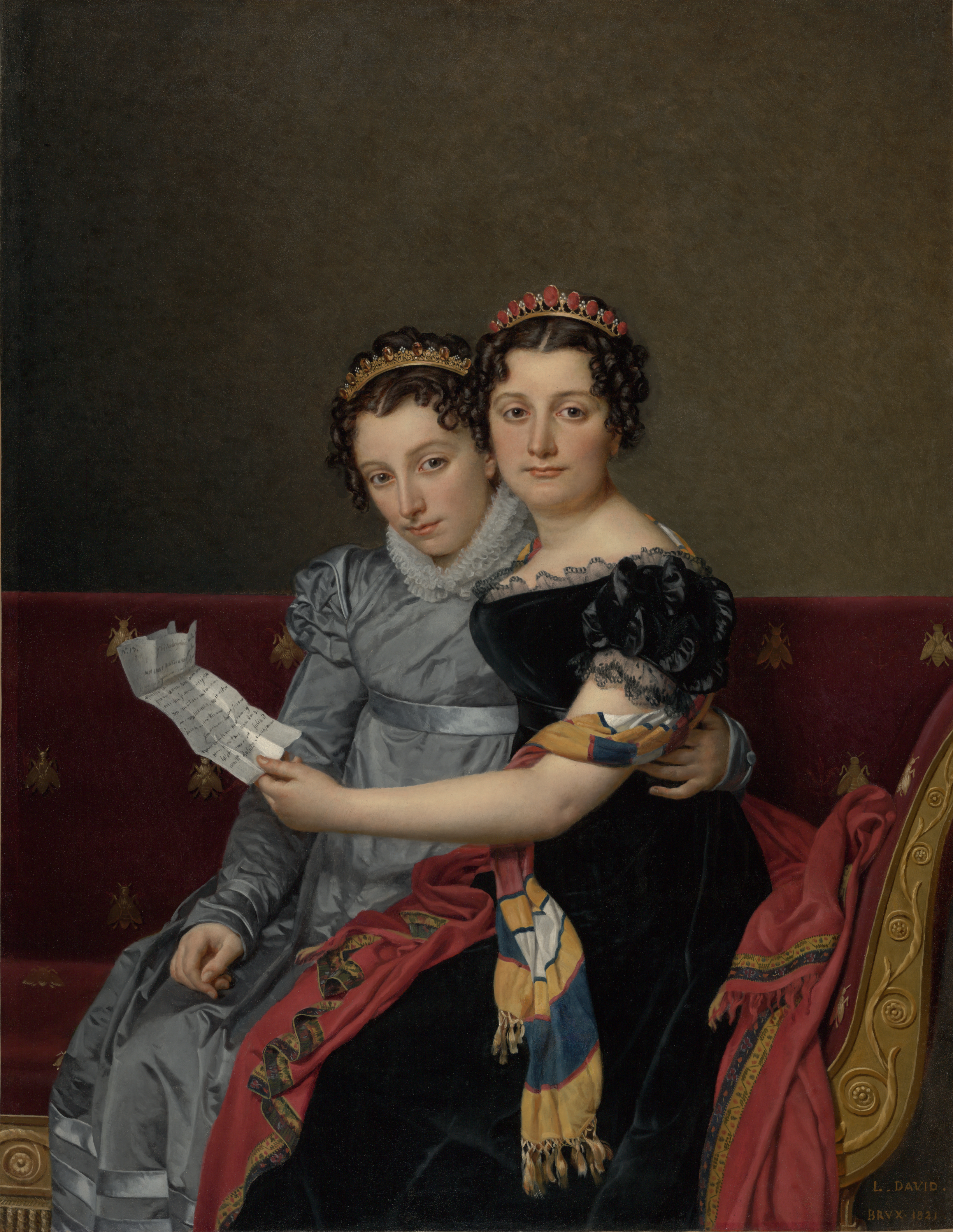
Portraits des princesses Zénaïde et Charlotte Bonaparte.

## XXIesiècle
Une survivance du port de la fraise se retrouve dans l'uniforme de la garde suisse pontificale, où elle est portée avec la cuirasse lors des cérémonies d'assermentation et à l'occasion des fêtes de Pâques et de Noël.

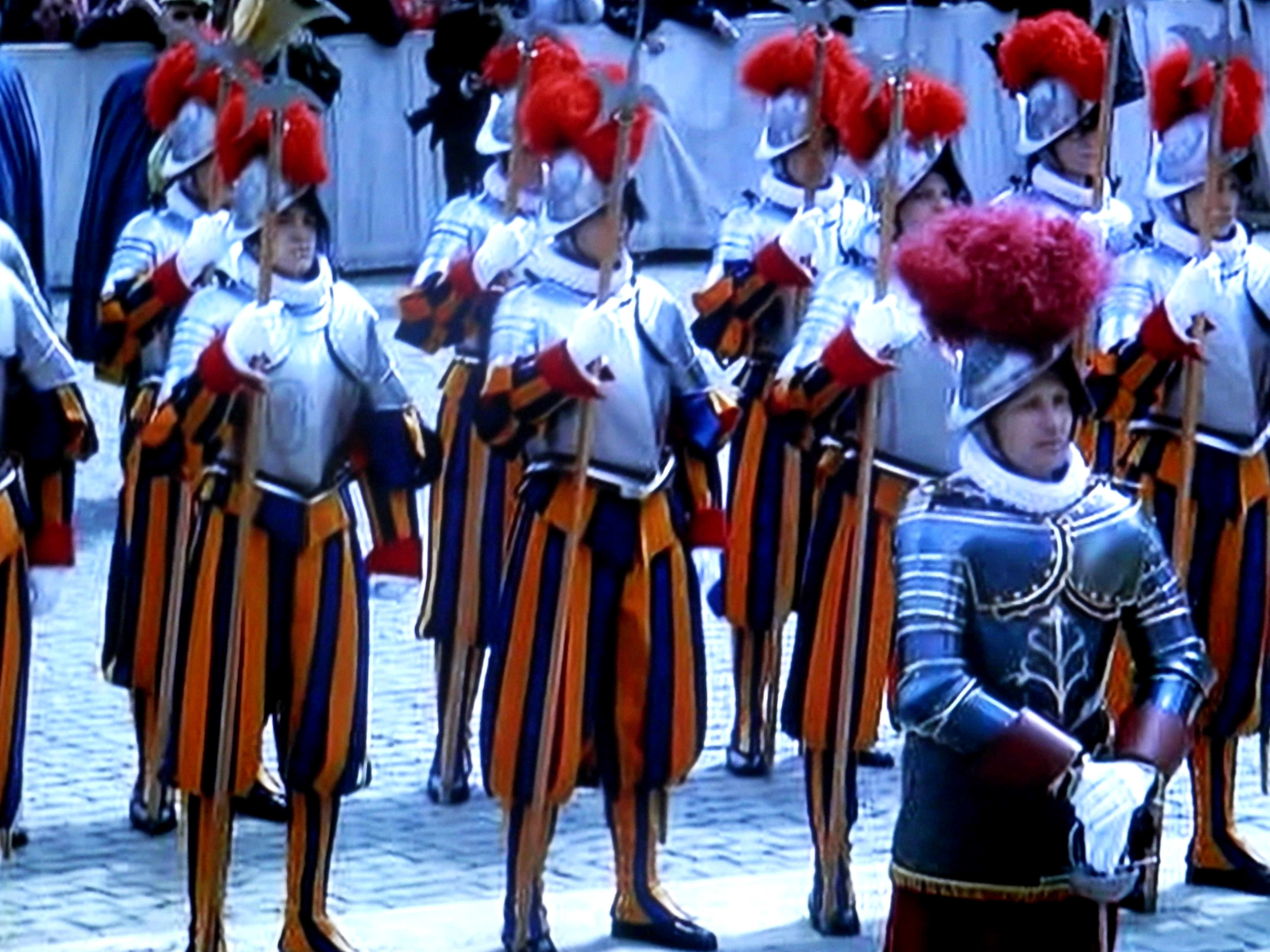
Gardes suisses, 2018.
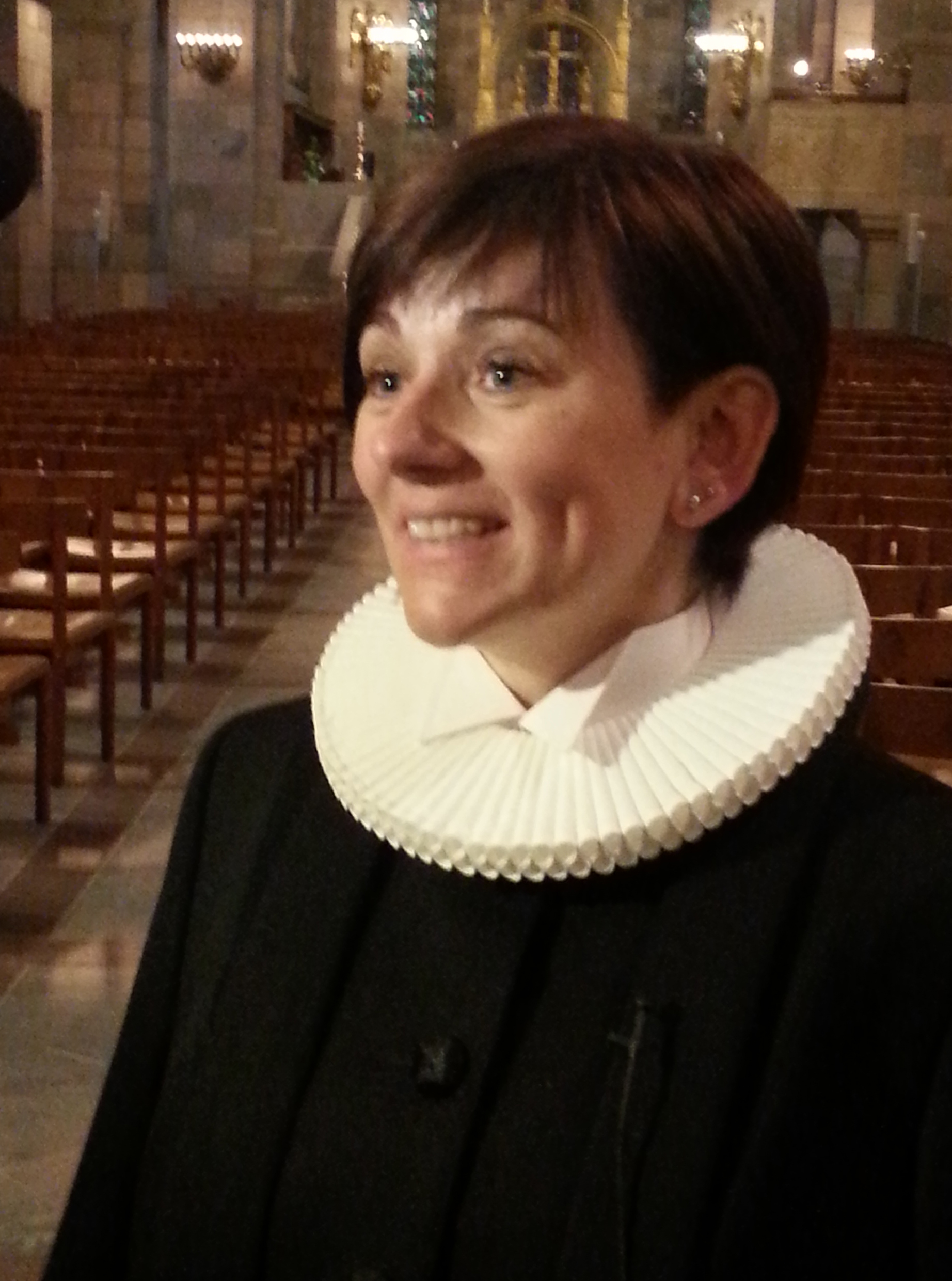
Pasteure dans un temple au Danemark, 2015.

Les pasteurs protestants au Danemark et en Norvège portent toujours de nos jours la fraise, associée à leurs habits de cérémonie.